# Сокол (Магаданская область)
Со́кол — посёлок городского типа в Магаданской области России, административно подчинён мэрии города Магадана и входит в его городской округ.

## География
Расположен вблизи Магадана, на 56-м километре трассы Магадан— Якутск. 
С юга к посёлку примыкает международный аэропорт Магадан (Сокол) имени В. С. Высоцкого.

## История
Для строительства аэродрома и поселка Сокол 1 января 1960 г. был организован участок по производству бетона, мелких стеновых блоков, арматуры и железобетонных изделий. 
28 мая 1962 года Указом Президиума Верховного Совета РСФСР Сокол был зарегистрирован как населённый пункт, а решением исполкома областного совета Магаданской области от 23 июля 1964 года № 325 Соколу был присвоен статус рабочего посёлка.
В 1963 г. было закончено строительство первой очереди посадочной полосы, и Магаданский аэропорт начал принимать авиалайнеры Ил-18, Ан-10, Ан-12. Строительство аэропорта завершено в 1966 г., здание аэровокзала сдано в эксплуатацию в 1974 г.
Постепенно Сокол из рабочего поселка превратился в базу авиаторов и сегодня, являясь одним из наиболее комфортных населенных пунктов Магаданской области.

## Население
| 1970  | 1979  | 1989  | 2002  | 2005  | 2009  | 2010  |
| ----- | ----- | ----- | ----- | ----- | ----- | ----- |
| 4126  | ↗7642 | ↗8011 | ↘4715 | ↗5639 | ↘5199 | ↘4685 |
| 2012  | 2013  | 2014  | 2015  | 2016  | 2017  | 2018  |
| ↗4722 | ↗4726 | ↘4713 | ↗4763 | ↗4810 | ↘4806 | ↗4818 |
| 2019  | 2020  | 2021  | 2023  | 2024  |       |       |
| ↘4805 | ↗4811 | ↘3892 | →3892 | ↗3899 |       |       |

## Предприятия и учреждения
- АО «Аэропорт Магадан»
- Магаданский центр ОВД филиала «Аэронавигация Северо-Востока» ФГУП "Госкорпорация по ОрВД"
- Средняя школа № 20
- Школа-интернат
- ММЦ «Авиамедицина» с поликлиникой и стационаром на 40 койко-мест
- Детско-юношеская спортивная школа № 5
- школа искусств № 4
- Социально-педагогический центр
- Авиационно-спортивный клуб «Авиатор»
- Дворец культуры «Авиатор»
- Филиал городской библиотеки
- Детский сад № 64 на 240 детей
- Филиал детской поликлиники № 4
- Отделение связи № 18
- Таможенный пост
- Комплекс предприятий коммунальных служб (МУП «Соколовское ЖКХ», МУП «Магадантеплосеть», МУП «Водоканал»)
- Магаданский лесхоз
- Бассейн

## Галерея

Виды посёлка
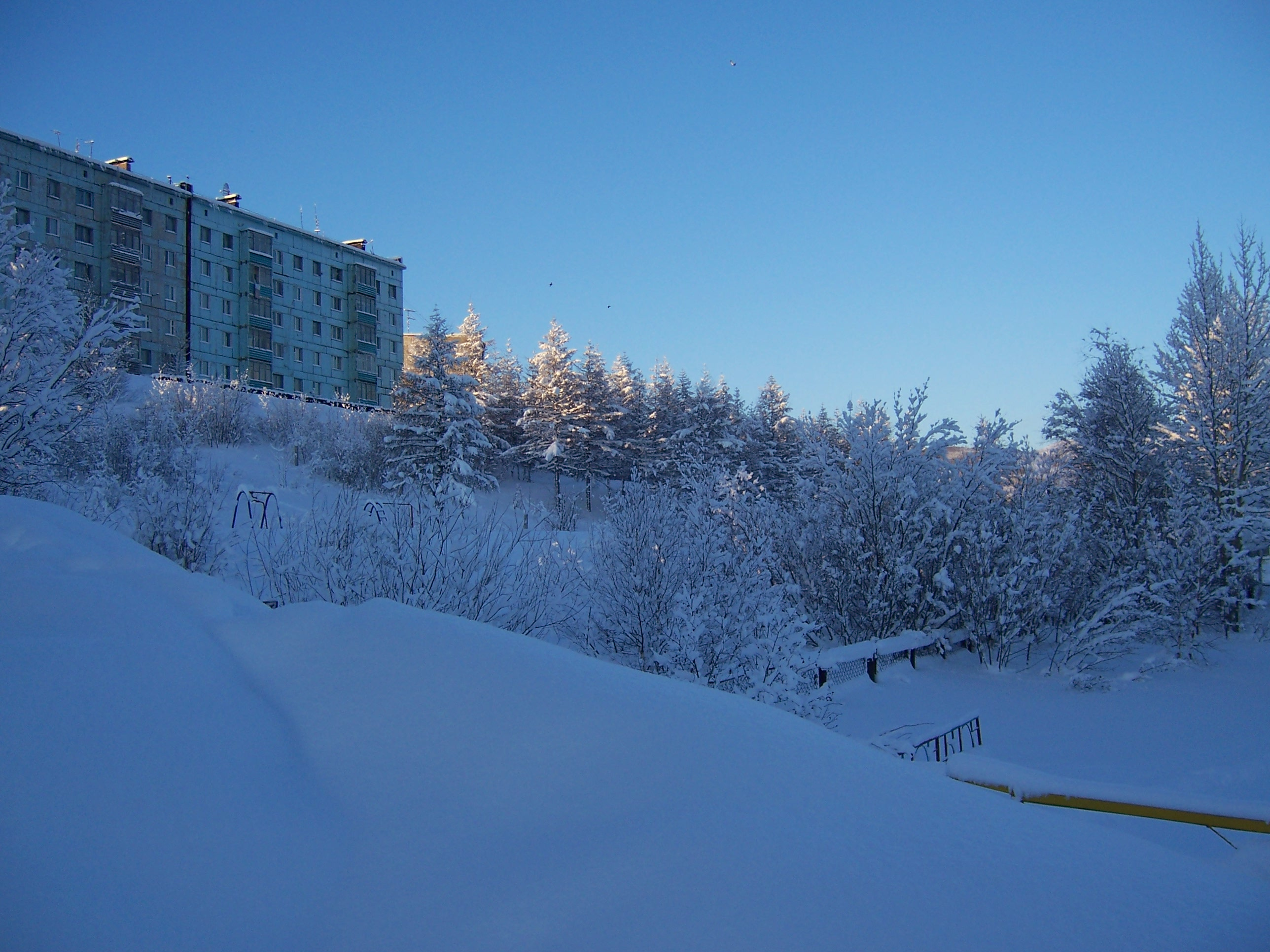
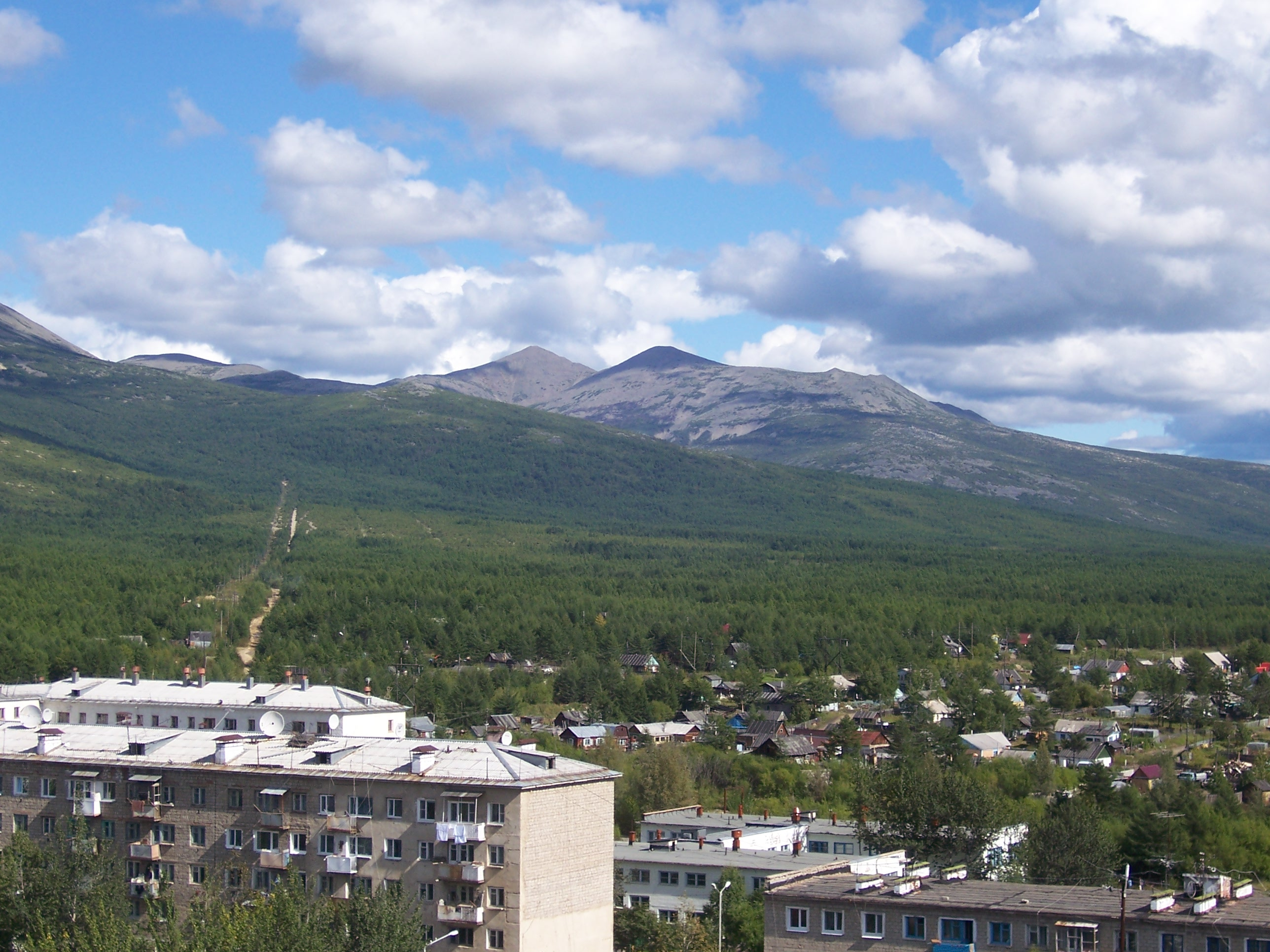
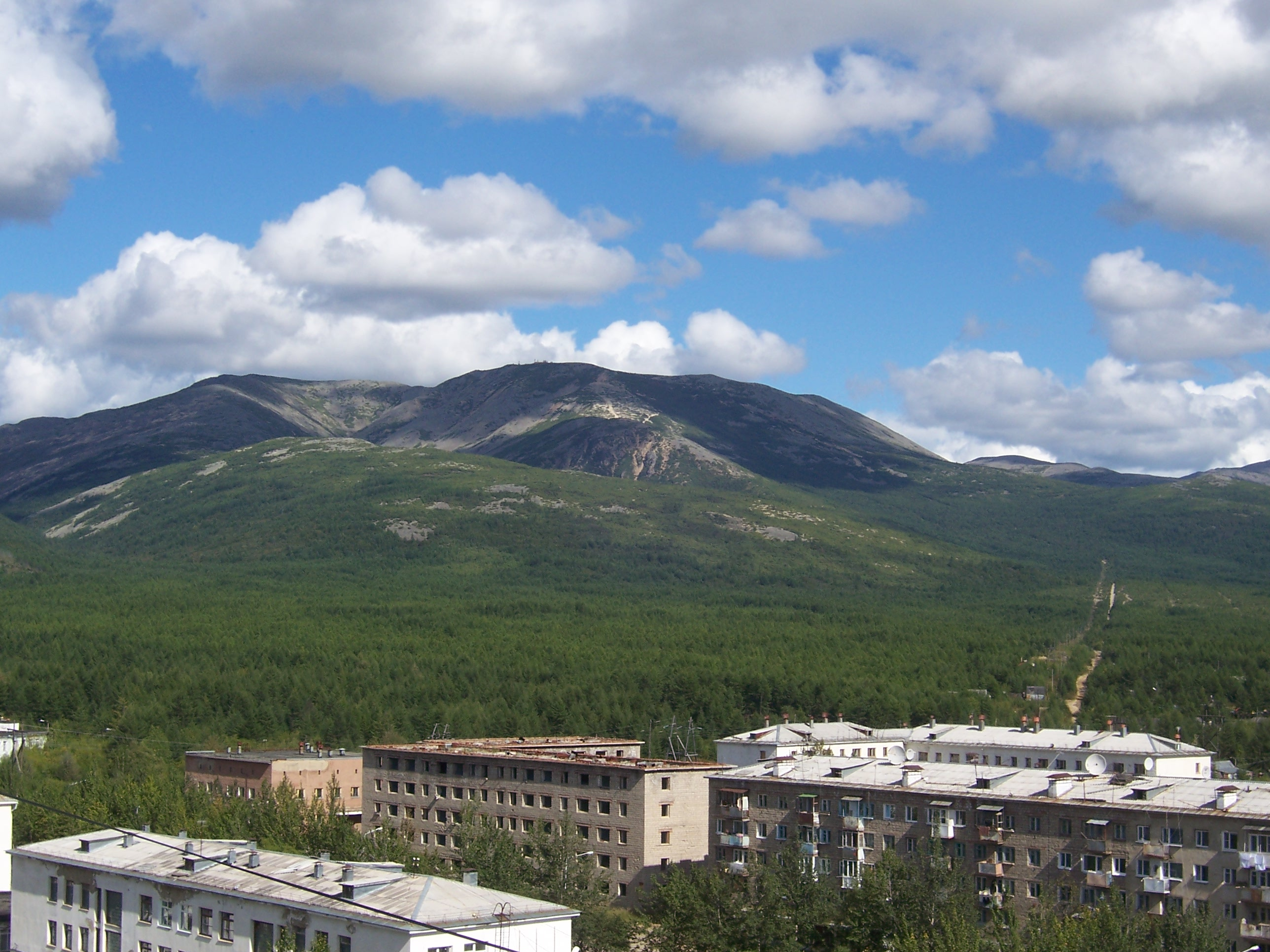
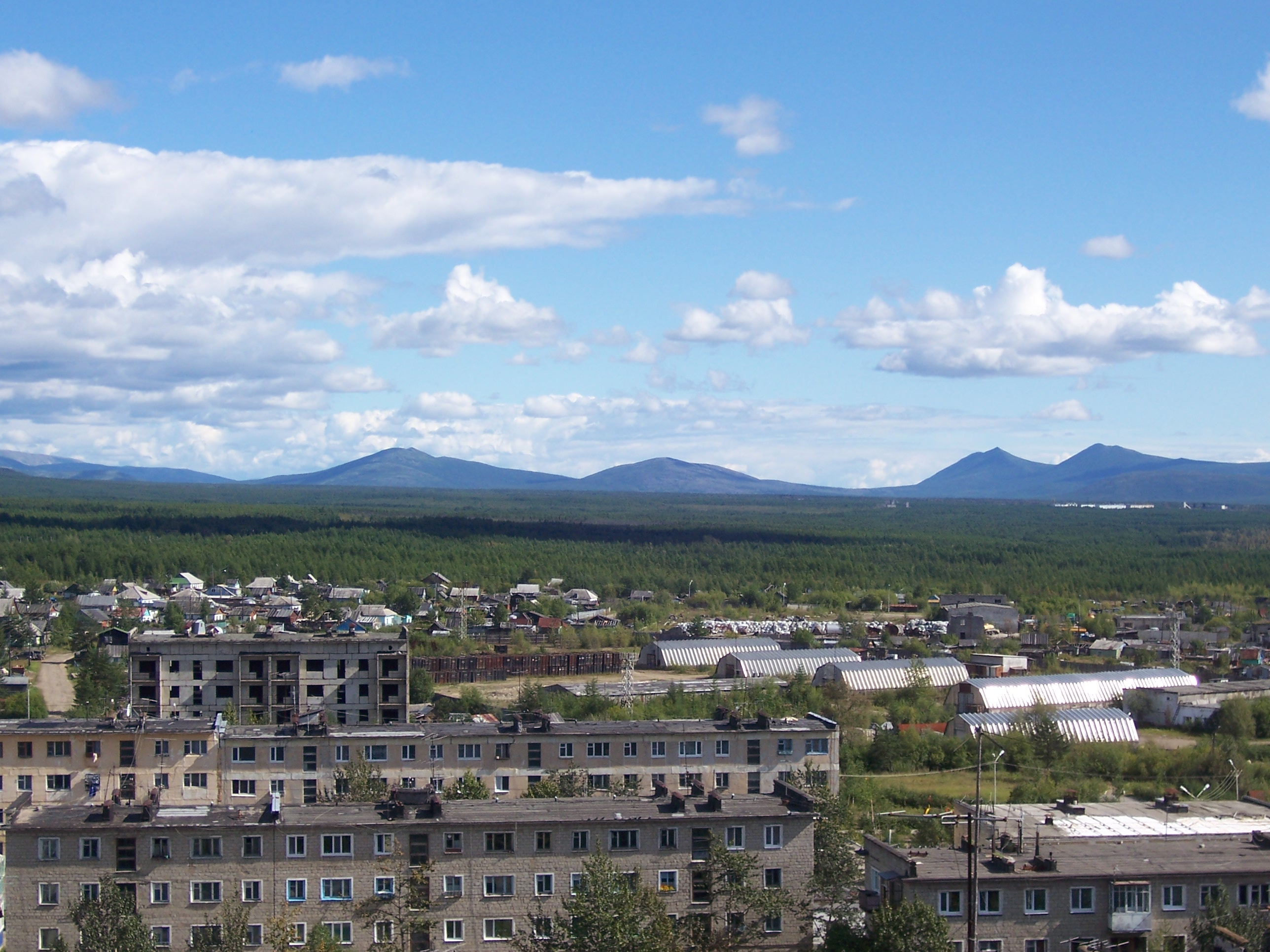
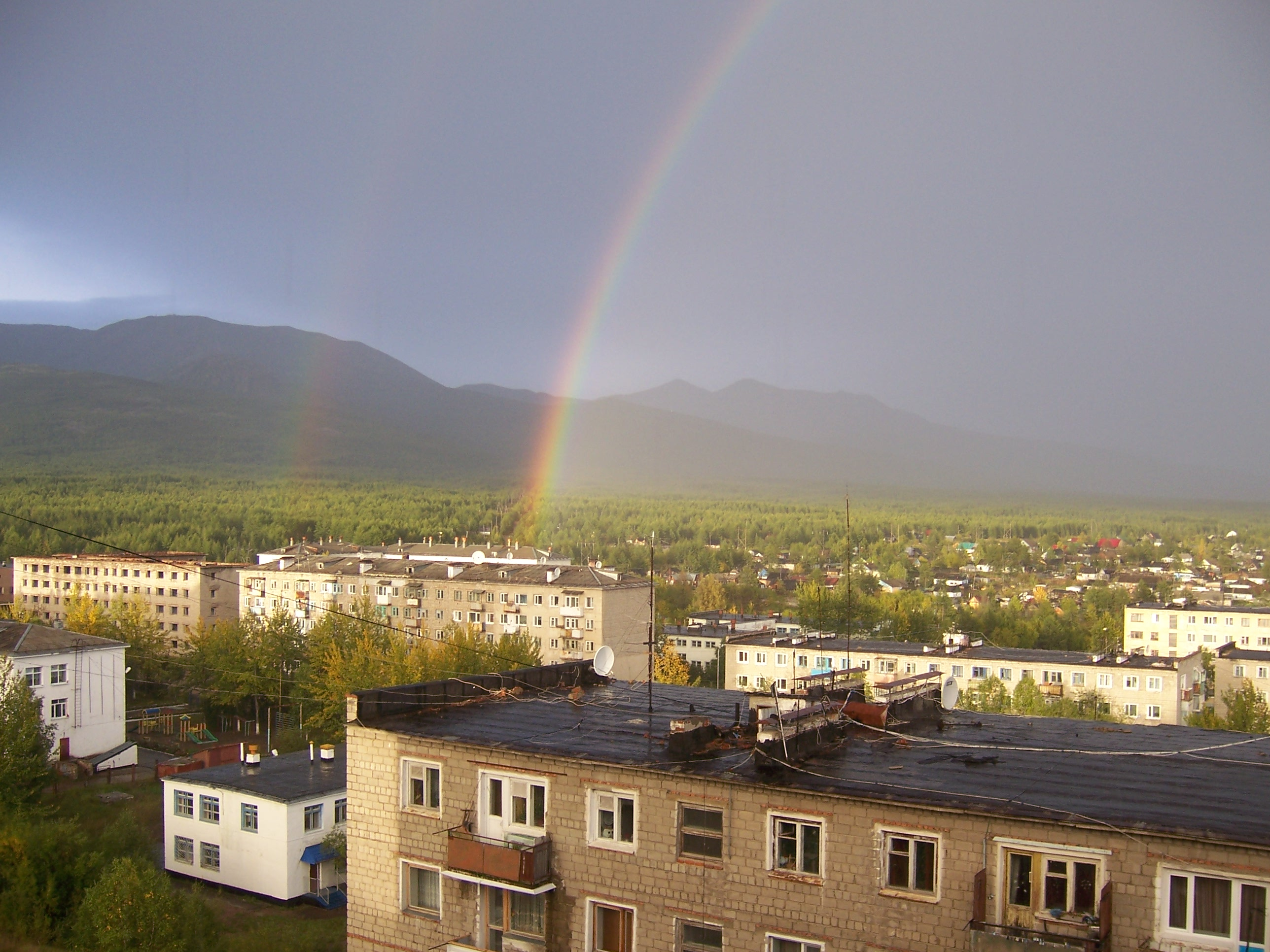
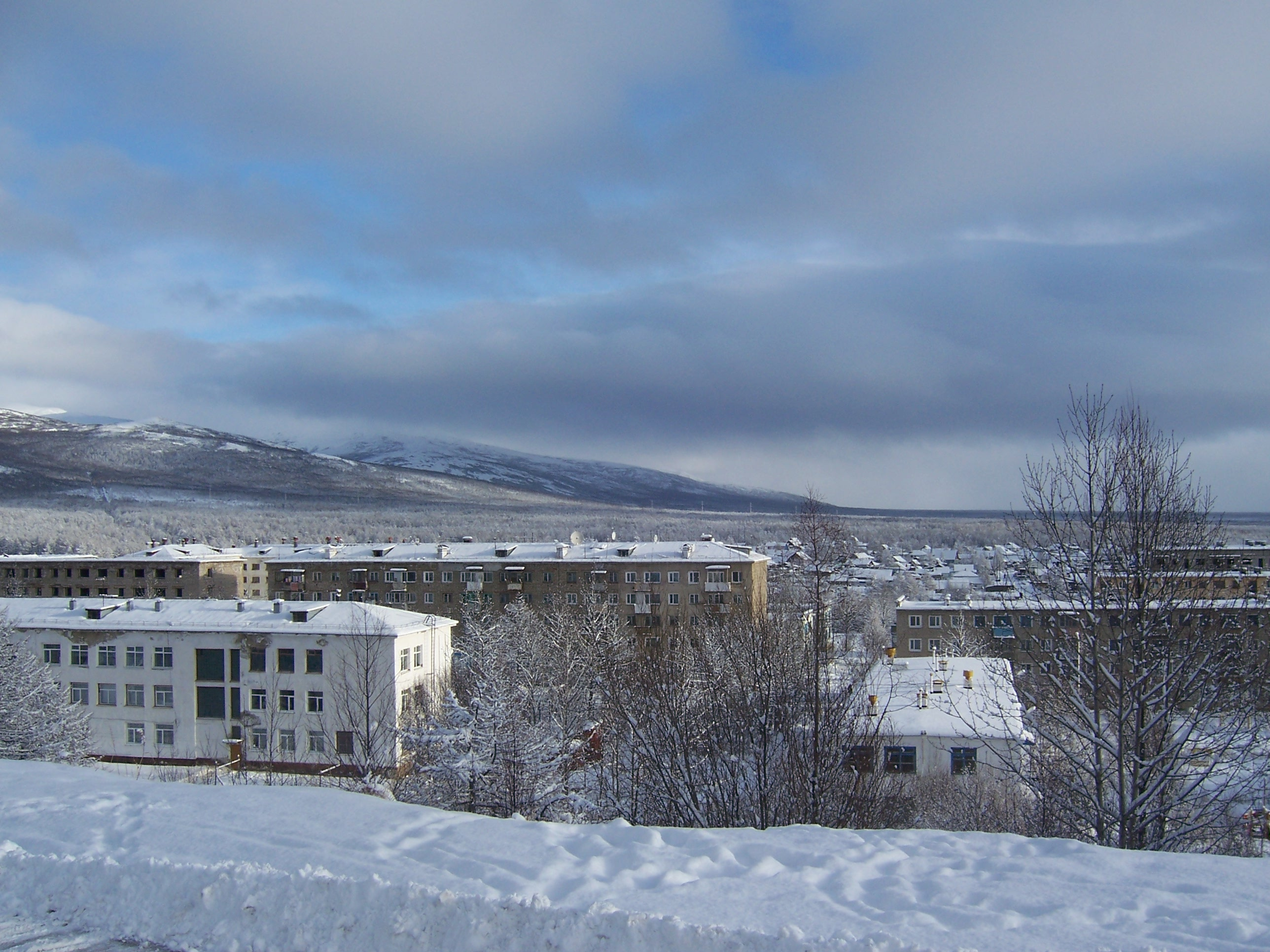
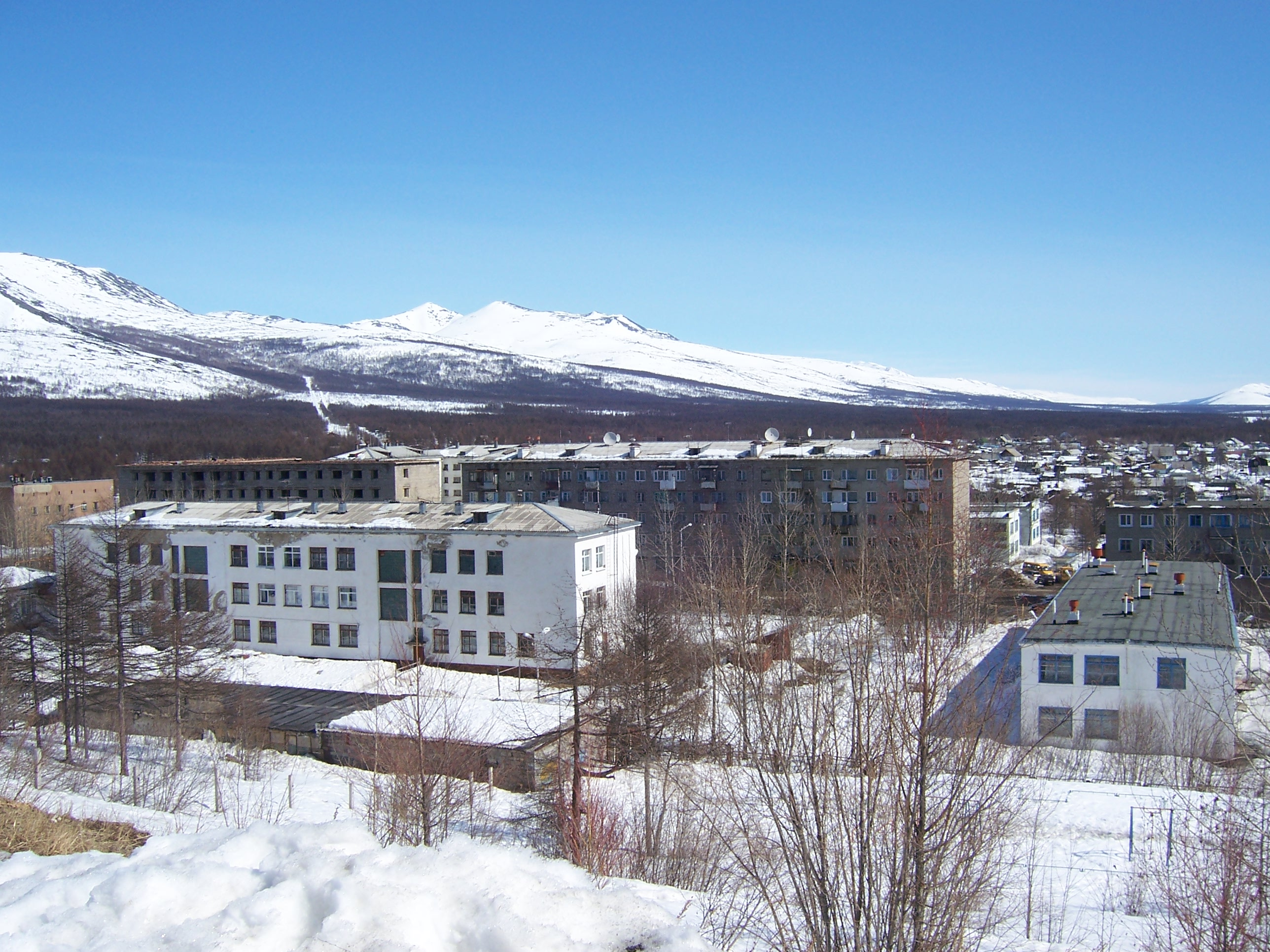
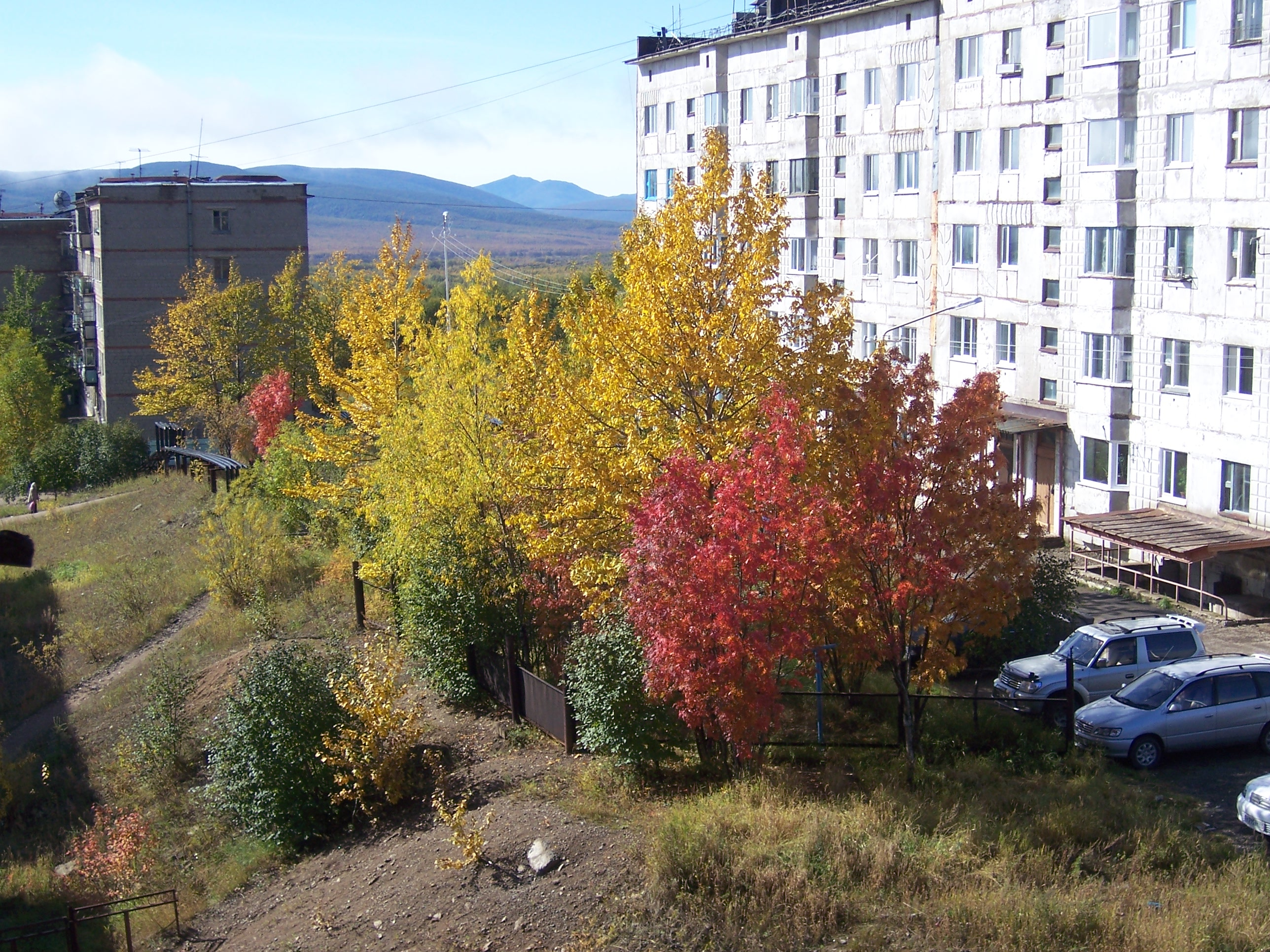